# Dimitrios Tsekieridis (ur. 1994)
Dimitrios Tsekieridis (gr. Δημήτρης Τσεκερίδης; ur. 10 listopada 1994) – grecki zapaśnik walczący w stylu klasycznym. Zajął trzynaste miejsce na mistrzostwach świata w 2019. Szesnasty na mistrzostwach Europy w 2018. Szesnasty na igrzyskach europejskich w 2019. Brązowy medalista igrzysk śródziemnomorskich w 2018.
Trzeci na MŚ juniorów w 2014 roku.